# Európai Úszószövetség
Az Európai Úszószövetség (Ligue Européenne de Natation, röviden LEN) 50 európai nemzet úszószövetségének irányító szerveként működő, 1926-ban Budapesten alapított szervezete. Magyarország tagja a Magyar Úszó Szövetség.
A szövetség felügyelete alá tartozik az úszáson kívül az Európában végzett többi vízi sport is: vízilabda, műugrás, szinkronúszás és a hosszútávúszás (nyílt vízi úszás) is.

## Versenyek
A LEN a következő versenyeket rendezi meg:
- úszó-Európa-bajnokság – hosszúpályás, kétévente
- rövid pályás úszó-Európa-bajnokság – kétévente
- vízilabda-Európa-bajnokság – kétévente
- Masters úszó-Európa-bajnokság – kétévente
- ifjúsági úszó-Európa-bajnokság – kétévente
- nyílt vízi Európa-bajnokság – kétévente